# ماري بيلريان
ماري بيلريان ( (بالأرمنية: Մառի Պեյլերյան)‏ . 1877 ، القسطنطينية – 1915) هي شخصية عامة وكاتبة وناشطة نسوية أرمنية ، كانت إحدى ضحايا الإبادة الجماعية للأرمن .  أنشئت مجلة أدبية نسائية في مصر سنة 1902 تحت اسم أرتميس.